# La Pobla de Benifassà
La Pobla de Benifassà, en valencien et officiellement (Puebla de Benifasar en castillan), est une commune d'Espagne de la province de Castellón dans la Communauté valencienne. Elle est située dans la comarque du Baix Maestrat et dans la zone à prédominance linguistique valencienne. Elle fait partie de la mancomunidad de Taula del Sénia et de la Mancomunidad Comarcal Els Ports.

## Géographie

Localisation de La Pobla de Benifassà
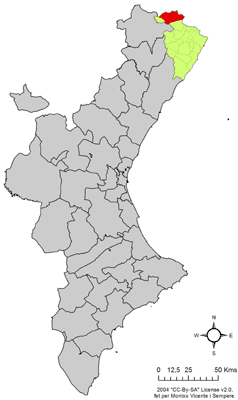
dans la Communauté valencienne.
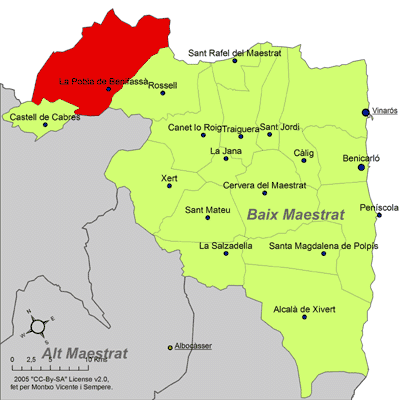
dans la comarque du Baix Maestrat.

Le paysage est très tourmenté et montagneux, avec une flore très riche présentant des plantes uniques dans cette région, qui fournissent un refuge à une faune très variée.
Sur son territoire nait la rivière Cenia, dont les eaux avec  celles du río Verde et du ravin de la Tenalla  sont stockées par le barrage de Ulldecona.
On accède à cette localité depuis Castellón de la Plana par la CV-10, puis la CV-11, ensuite la CV-105 et finalement la CV-107.

### Quartiers et hameaux
Sur le territoire municipal de Puebla de Benifasar on trouve les hameaux suivants:
- Ballestar.
- Bojar.
- Convento de Benifasar.
- Corachar.
- Fredes.
- Mangraner.
- Masía Molino Abad.
- San Pedro .

### Localités limitrophes
La Pobla de Benifassà est limitrophe des communes suivantes :
Castell de Cabres, Rosell et Vallibona les trois dans la province de Castellón.
Peñarroya de Tastavins, Beceite de la province de Teruel, Aragón.

## Administration
| Liste des maires |                       |       |         |
| Période          | Identité              | Parti | Qualité |
| 1979-1983        | Vicente Adell Adell   | UCD   | -       |
| 1983-1987        | José Ramón Royo Giner | PSOE  | -       |
| 1987-1991        | José Ramón Royo Giner | PSOE  | -       |
| 1991-1995        | José Ramón Royo Giner | PSOE  | -       |
| 1995-1999        | José Ramón Royo Giner | PSOE  | -       |
| 1999-2003        | José García Diana     | PP    | -       |
| 2003-2007        | José García Diana     | PP    | -       |
| 2007-2011        | Víctor Gargallo Bel   | PSD   | -       |
| 2011-2015        | Víctor Gargallo Bel   | PP    | -       |
| 2015-2019        | David Gil Ventaja     | PP    | -       |
| 2019-2023        | David Gil Ventaja     | PP    | -       |

## Démographie
| 1990 | 1992 | 1994 | 1996 | 1998 | 2000 | 2002 | 2004 | 2005 | 2007 | 2009 | 2013 |
| ---- | ---- | ---- | ---- | ---- | ---- | ---- | ---- | ---- | ---- | ---- | ---- |
| 244  | 225  | 211  | 202  | 217  | 269  | 243  | 256  | 246  | 263  | 296  | 254  |

## Histoire
La Tenencia de Benifasar ou Setena de Benifassà, était formée par sept localités (Ballestar, Bel, Bojar, Castell de Cabres, Corachar, Fredes, et La Pobla de Benifassà); elle était le fief de l'Abbé du Monastère, monastère actuellement occupé par des sœurs chartreuses de l'Ordre de Saint Bruno, le seul en Espagne.
Durant la domination musulmane, la vie de la comarque s'est déroulée autour du château arabe de Beni-Hassan. Plus tard, il fut conquis par le roi Jacques Ier d'Aragon qui ordonna de construire près du château la première fondation cistercienne de la Communauté Valencienne.

### La Pobla
Elle fut fondée par l'abbé Berenguer de Concavella avec une "charte de repeuplement" (Carta Puebla), du 11 janvier 1261, pour les hameaux de Belloc et Albari. Sur son territoire, on trouve les restes du monastère de Benifasar, fondé par des moines du Monastère de Poblet en 1233 qui était déjà, en 1250, une des grandes puissances féodales ecclésiastiques valenciennes au Moyen Âge. On trouve également sur son territoire le village de Mangraner, dont la carta-puebla est datée du 4 mai 1269.

### Bojar

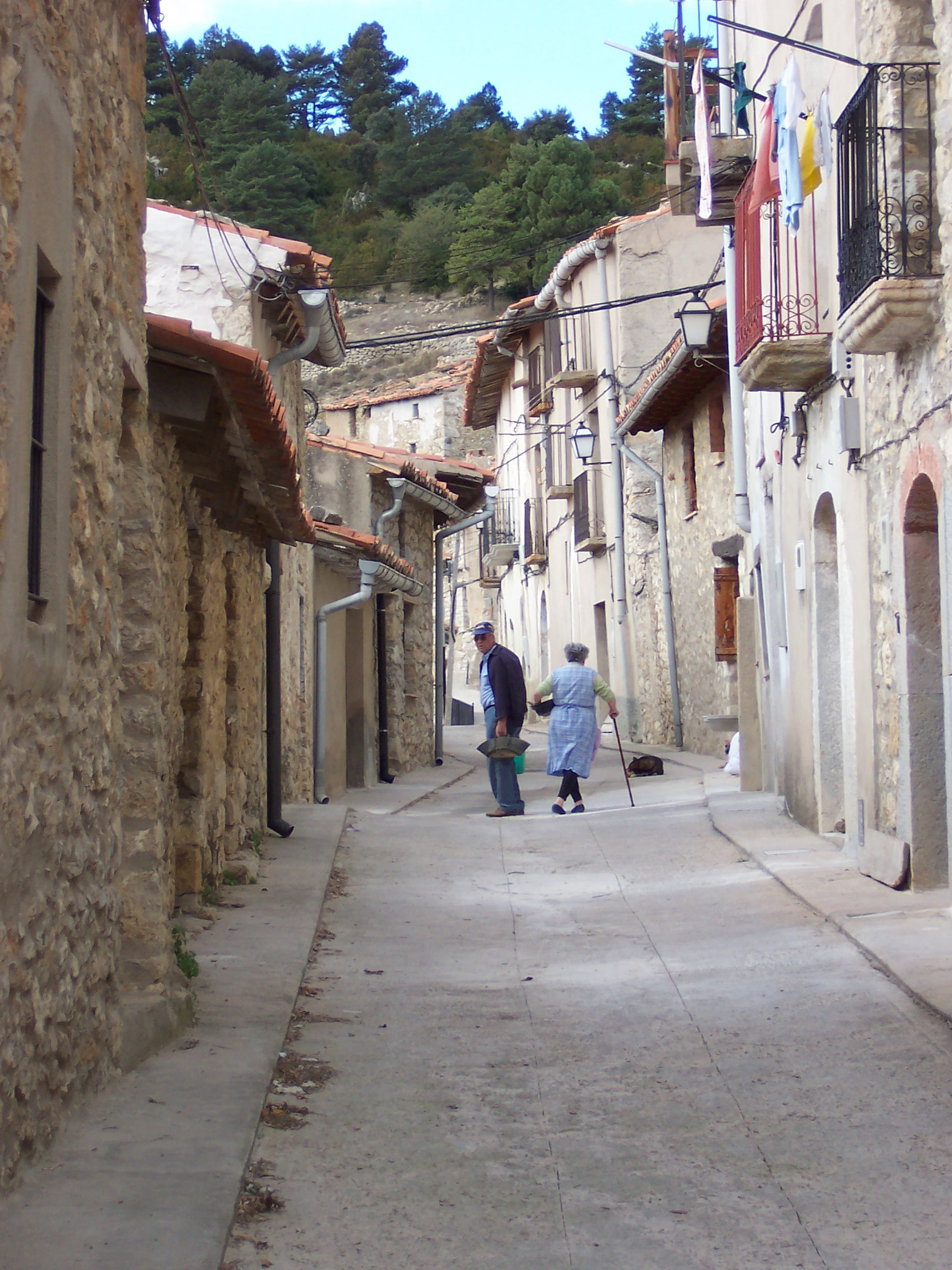
Bojar

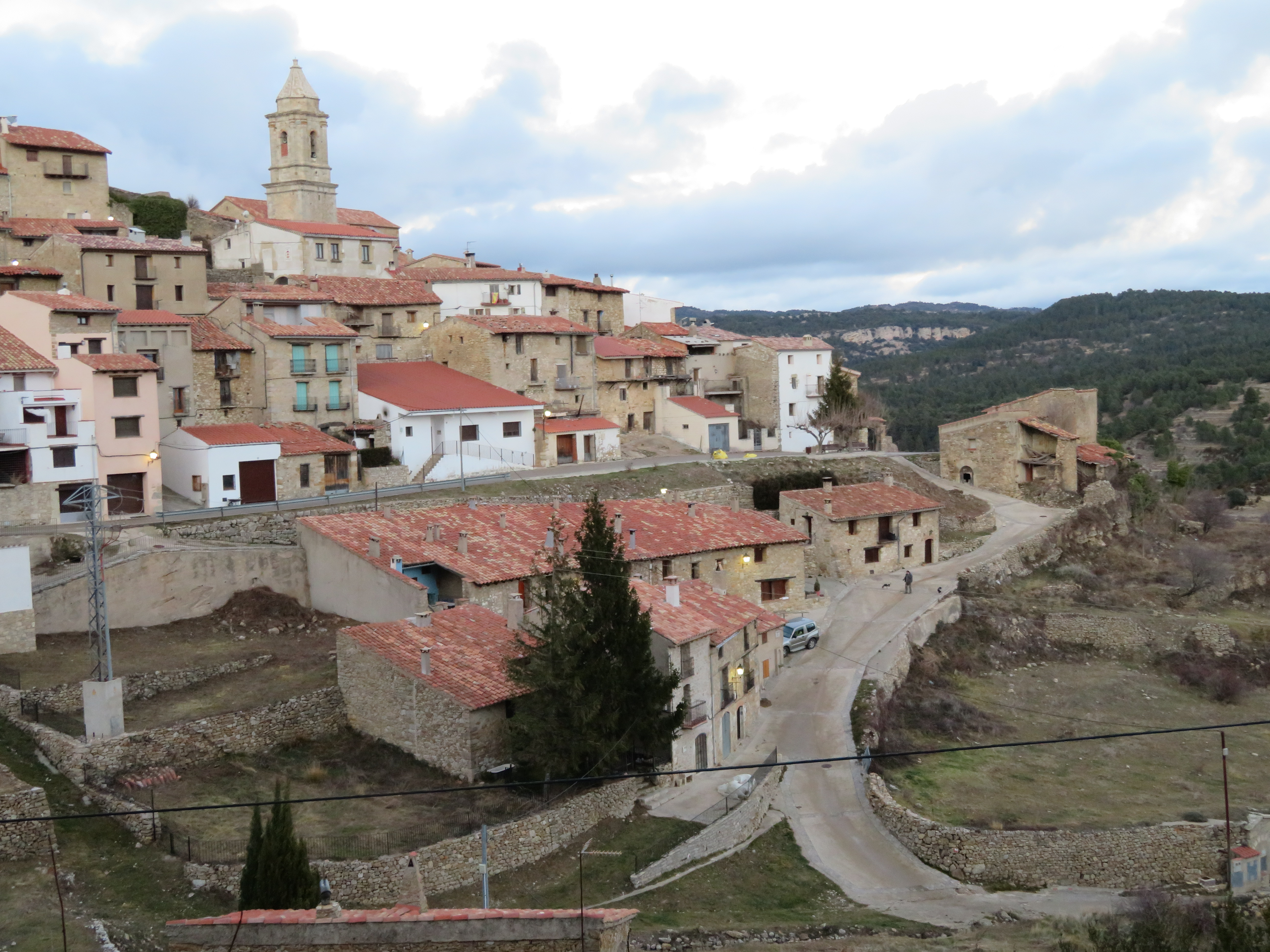
Bojar- El Boixar, La Pobla de Benifassá

Ce hameau de la Pobla de Benifasar appartenait également à la Tenencia de Benifasar, puis, après  la conquête chrétienne du XIIIe siècle, il appartenait au monastère portant ce même nom. Le 15 mars 1236, Blasco de Alagón réalisa un premier repeuplement ainsi que pour Fredes, accordant une "charte de repeuplement" (carta-puebla) en faveur de Domènec Berenguer. En 1463 Bojar fut totalement abandonné à la suite de la guerre civile de Catalogne. Le Libro de Establecimientos (Llibre d'Establiments)  est très intéressant; il contient les chartes municipales en usage sur son territoire. Bojar fut au centre de l'agitation carliste durant le XIXe siècle.

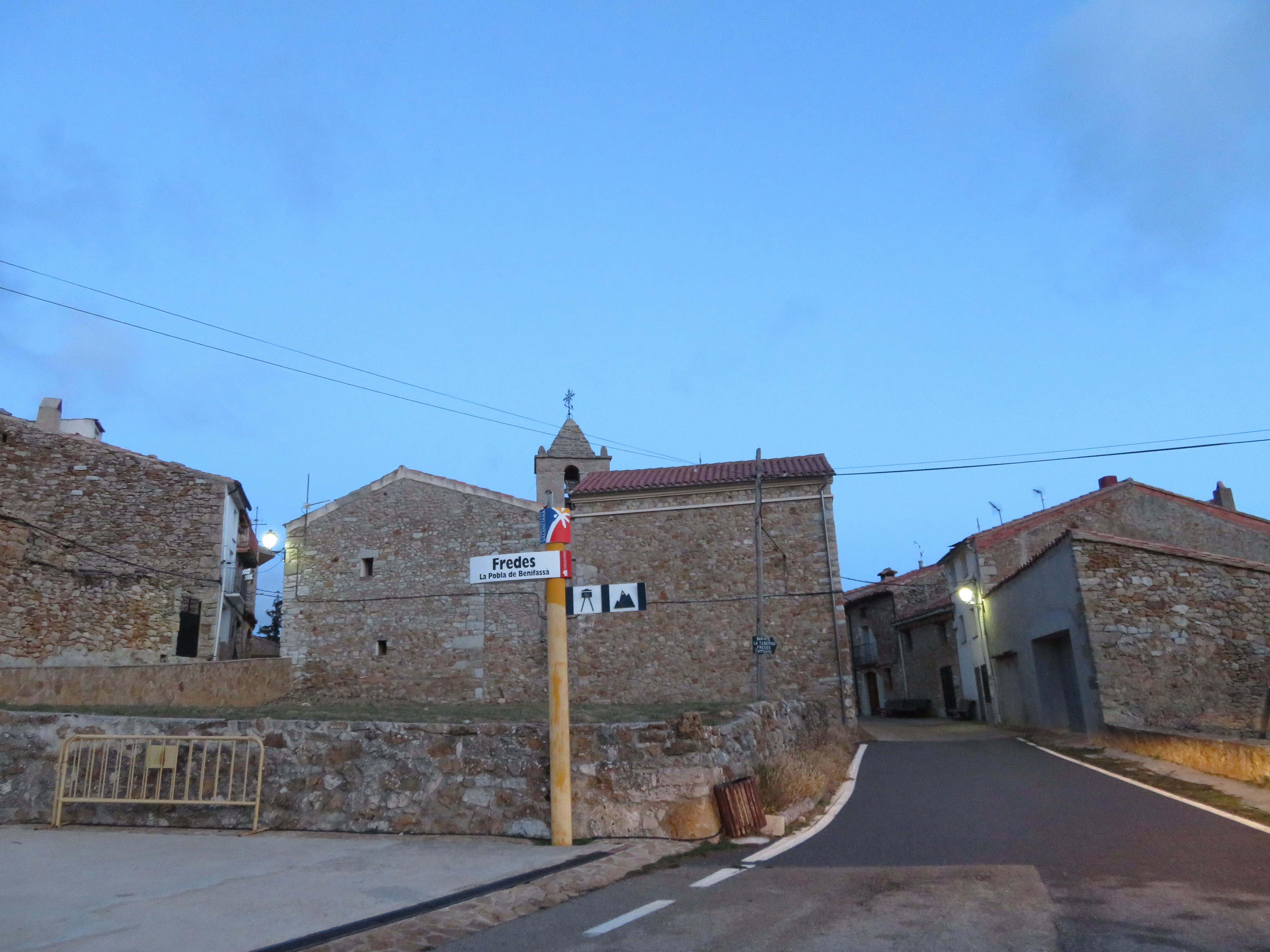
Fredes, La Pobla de Benifassá

### Fredes

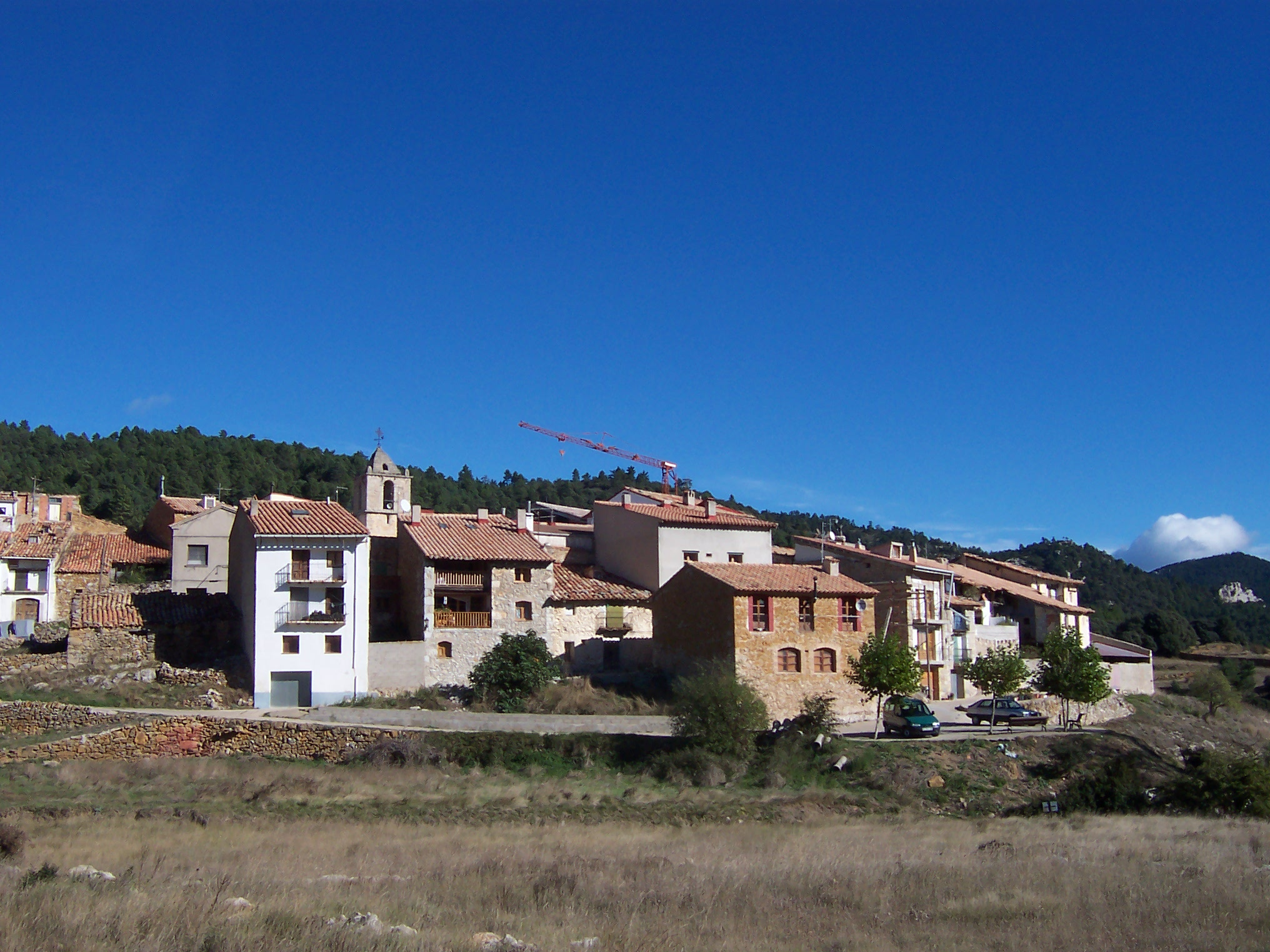
Fredes

C'est le village le plus septentrional de la Communauté Valencienne et il se trouve à 1 090 m. d'altitude. Historiquement, il appartient de la Tinencia de Benifasá, car il dépend depuis le XIIIe siècle à la seigneurie du monastère du même nom. Il a reçu une première "charte de repeuplement" (carta-puebla) de Blasco de Alagón le 15 mars 1236, en même temps que Bojar, et une autre définitive de l'abbé du monastère en 1266, avec des exigences très dures qui incluaient le partage des récoltes. Il fut abandonné durant la guerre de Catalogne en 1463, et également au temps de Philippe IV quand se produisit l'invasion française de la Catalogne. Ce fut une zone sous le contrôle carliste durant le XIXe siècle. En 1977 il fut rattaché à La Pobla de Benifassà. Sur son territoire, on trouve le sommet du Tossal dels tres Reis (1 356 m.). À la sortie de Fredes se trouve l'ancien Monastère de Santa María, le premier à être fondé sur les terres valenciennes. Le premier édifice a été construit sur la montagne de Santa Escolástica; c'est là que s'est établie une communauté cistercienne provenant du Monastère de Poblet, en 1233, s'installant dans le château que les musulmans appelaient de Beni-Hazà. En 1250 les moines se transportèrent dans leurs nouveaux locaux, situés dans la plaine qui touche le château; ce dernier resta abandonné. L'église fut achevée en 1276 et par la suite le monastère est passé par diverses vicissitudes, avec des périodes de splendeur et d'autres de misère; les guerres d'Indépendance et de Succession finirent de le ruiner. Après la sécularisation de 1834, il fut occupé par les carlistes, et Cabrera convertit ses locaux en hôpital et en camp de concentration. Tout cela provoqua la dispersion et la perte des trésors qu'il possédait, comme le premier manuscrit du livre des Usages (Libro de los Fueros - Llibre dels Furs). En 1931, il fut déclaré Monument National. Actuellement il appartient à l'ordre de Saint Bruno qui a établi la première chartreuse féminine en Espagne, après la reconstruction réalisée par la Députation provinciale de Castellón.

## Économie
Les activités économiques sont l'élevage et la restauration.

## Monuments
- Couvent Royal de Santa Maria de Benifassà  (Reial Convent de Santa Maria de Benifassà). Du  XIIIe siècle.

De style gothique cistercienne. Monument National depuis 1931. Actuellement occupé par des sœurs de Saint Bruno. Il est en parfait état de conservation. C'est le premier qui a été fondé sur les terres valenciennes.
- Castell de Beni-Hazà.

Château musulman sur lequel a été fondé le monastère et dont subsistent quelques rares détails, à l'intérieur du monastère.
- Castell de Boixar.

Également musulman, il fut détruit durant la Reconquête et il ne subsiste que quelques restes.
- Ajuntament (Mairie). situé dans un des logis nobles que contient le village.

- Église de l'Assumpció, de Boixar. XVIIIe siècle.
- Église de Sant Pere.
- Église del Salvador, de Ballestar. XIIIe siècle.
- Église de Sant Jaume, de Coratxà.
- Église dels Sants de la Pedra Abdó i Senent, de Fredes.
- Église de Sant Jaume apòstol.
- Peintures rupestres de la Cova dels Rosegadors.

## Aire protégée
- parc naturel de la Tenencia de Benifasar

## Fêtes
- Els Apostols de Fredes. Second week-end d'août.
- Sant Bernabé del Boixar. Le 11 juin.
- Sant Jaume del Coratxar. Le 21 juin.
- Sant Salvador del Ballestar. Le 6 août.
- L'Assumpció de la Pobla. Le 15 août
- Sant Antoni de la Pobla. Le 17 janvier.